# Czas retencji
Czas retencji – wielkość występująca we wszystkich technikach chromatograficznych, równa ilości czasu potrzebnego do przejścia przez całą długość fazy rozdzielczej określonego składnika  analizowanej mieszaniny. 
Rozdział i analiza mieszanin w metodach chromatograficznych wynika z faktu, że każdy związek chemiczny wykazuje zazwyczaj inne powinowactwo chemiczne lub inny stopień oddziaływań fizycznych z fazą rozdzielczą. Czym to powinowactwo jest silniejsze tym dłuższy jest czas retencji. 

## Rodzaje czasów retencji
- czas retencji całkowity (niepoprawiony) substancji chemicznej, tr - jest to czas od wprowadzenia mieszaniny do rozdziału, do pojawienia się na chromatogramie maksimum piku, odpowiadającego tej substancji
- czas retencji martwy (zerowy), tm - jest to czas retencji substancji obojętnej względem fazy rozdzielczej, czyli takiej, która nie oddziałuje chemicznie z tą fazą i dyfunduje przez nią bez żadnych przeszkód; w konsekwencji substancja ta pojawia się w eluacie jako pierwsza
- czas retencji zredukowany substancji chemicznej, tr' - jest to różnica między całkowitym czasem retencji substancji a martwym czasem retencji, tr' = tr - tm.

## Czasy retencji zależą głównie
- od charakteru substancji chromatografowanej i fazy stacjonarnej (stąd od współczynnika podziału K w chromatografii podziałowej lub współczynnika adsorpcji KA w chromatografii adsorpcyjnej),
- od drogi jaką musi przebyć analizowana substancja i szybkości przepływu eluenta, przy czym oczywiście czas retencji jest tym dłuższy im dłuższą drogę ma do pokonania analizowana substancja i im mniejsza szybkość przepływu fazy ruchomej,
- od temperatury,
- od objętości fazy stacjonarnej.